# Herb Goldstein
Herbert J. Goldstein (New Orleans, 13 settembre 1926 – Miami, 25 agosto 2005) è stato un attore statunitense.

## Biografia
Appare in tre film di Bud Spencer e Terence Hill: Poliziotto superpiù, Chi trova un amico trova un tesoro, Miami Supercops (I poliziotti dell'8ª strada).

## Filmografia parziale

### Cinema
- Schoolgirls in Chains, regia di Don Jones (1973)
- Fugitive Killer, regia di Emile A. Harvard (1974)
- Mako - Lo squalo della morte (Mako: The Jaws of Death), regia di William Grefé (1976)
- Blood Stalkers, regia di Robert W. Morgan (1976)
- I paraculissimi (King Frat), regia di Ken Wiederhorn (1979)
- Poliziotto superpiù, regia di Sergio Corbucci (1980)
- The Pilot, regia di Cliff Robertson (1980)
- Gli occhi dello sconosciuto (Eyes of a Stranger), regia di Ken Wiederhorn (1981)
- Chi trova un amico trova un tesoro, regia di Sergio Corbucci (1981)
- Gorilas a todo ritmo, regia di Josi Konski (1981)
- Miami Supercops (I poliziotti dell'8ª strada), regia di Bruno Corbucci (1985)
- Masterblaster, regia di Glenn R. Wilder (1987)
- Qualcuno pagherà, regia di Sergio Martino (1988)
- Miami Blues, regia di George Armitage (1990)
- Gemelle (Twin Sisters), regia di Tom Berry (1992)
- Dr. Jekyll & Miss Hyde, regia di David Price (1995)

### Televisione
- Salty la foca (Salty the Sealion) – Serie TV, un episodio (1974)
- Beyond the Bermuda Triangle, regia di William A. Graham (1975)
- ¿Qué pasa, U.S.A.? – Serie TV, un episodio (1981)
- Charley Hannah, regia di Peter H. Hunt (1986)
- Miami Vice – Serie TV, 2 episodi (1987 e 1989)

## Doppiatori italiani
- Gianfranco Bellini in Poliziotto superpiù
- Sergio Fiorentini in  Chi trova un amico trova un tesoro
- Gigi Angelillo in Qualcuno pagherà